# Mikołaj Wolski (zm. 1621)
Mikołaj Zygmuntowicz Wolski herbu Półkozic (zm. 1621) – według Kaspra Niesieckiego SJ był synem Zygmunta Wolskiego, kasztelana czerskiego, starosty lanckorońskiego i warszawskiego i Barbary Chlebowiczówny, kasztelanki wileńskiej. 

## Życiorys
Marszałek wołkowyski (1606), kasztelan witebski (1615), właściciel dóbr Krzemienica i Bakałarzewo ("Douspuda").
Mikołaja Wolskiego cechowało ogromne przywiązanie do katolicyzmu. Fundował kościoły w Krzemienicy (1619-1623; murowany) i Bakałarzewie (drewniany). Zastrzegał jednak, że świątynie nie mogły zmienić wyznania. Jeśli tak by się stało, miały zostać własnością biskupa wileńskiego. W Krzemienicy ufundował też z żoną klasztor Kanoników Laterańskich.
W 1609 roku uposażył parafię Bakałarzewo w wieś Kotowinę i grunty w miasteczku Bakałarzewie i jego okolicy. Bakałarzewski kościół otrzymał też w tym okresie piękny, późnorenesansowy ołtarz główny, który zachował się do dziś i jest najstarszym ruchomym zabytkiem powiatu suwalskiego.
Wolski głównie przebywał w Krzemienicy, ale odwiedzał również Bakałarzewo, gdzie miał do dyspozycji dwór – "aula Douspuda".
Już w 1604 roku Mikołaj Zygmuntowicz Wolski był żonaty z Barbarą z Woynów, kasztelanką brzeską. Barbara zmarła dwa lata po śmierci męża w 1623 roku. Mieli syna Krzysztofa, który po śmierci ojca w 1621 roku najprawdopodobniej objął dobra Wolskich. Krzysztof Wolski żył jeszcze w 1630 roku.

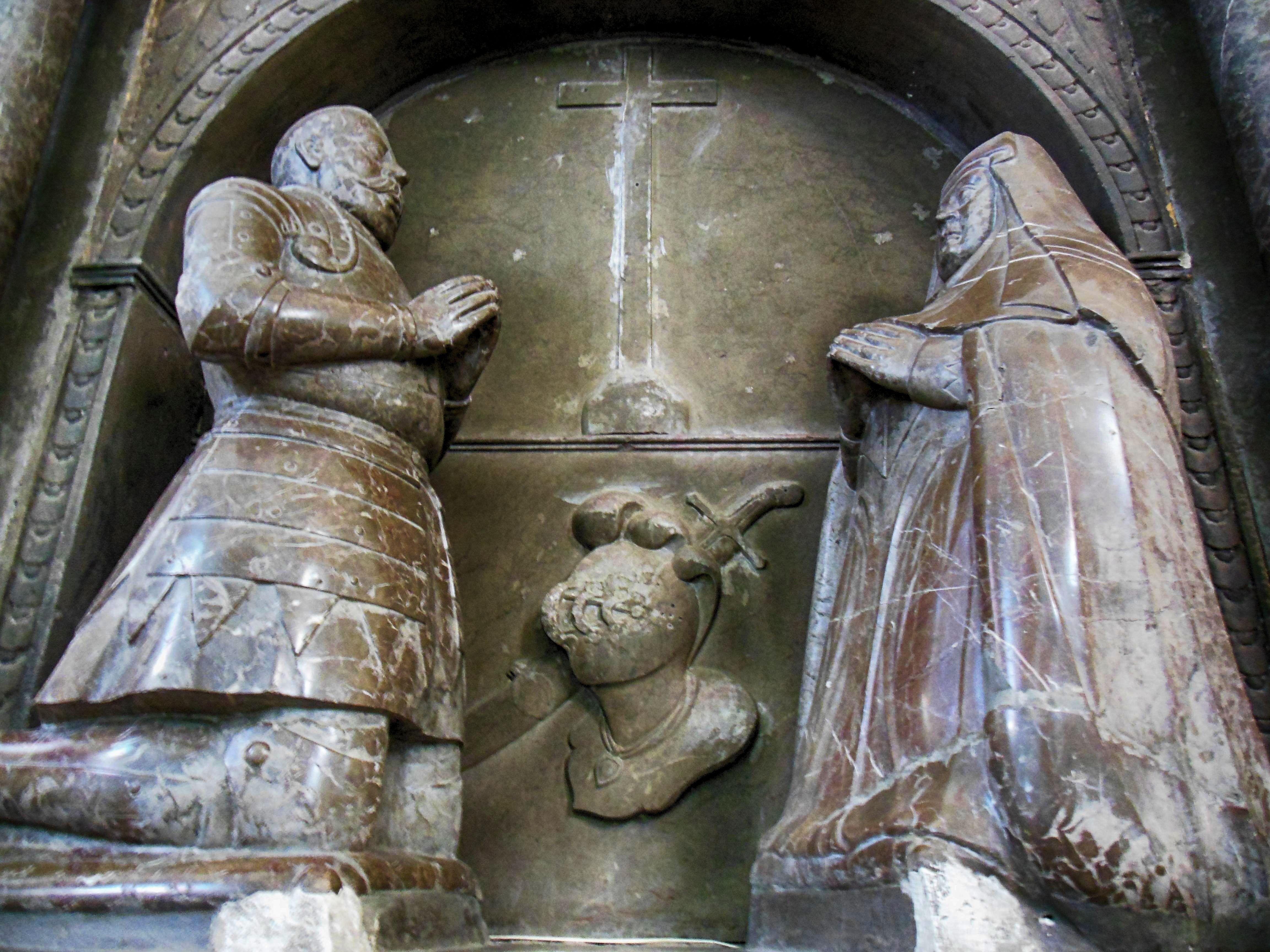
Nagrobek w kościele w Krzemienicy